# La Porte (Indiana)
La Porte település az Amerikai Egyesült Államok Indiana államában, LaPorte megyében, melynek megyeszékhelye is. Lakosainak száma 22 471 fő (2020. április 1.).

## Népesség
A település népességének változása:

| 2010 | 22 053 |
| 2020 | 22 471 |